# Sinobambusa tootsik
El Sinobambusa tootsik és un bambú de la família de les poàcies, ordre Poales, subclasse Liliidae, classe Liliopsida, divisió Magnoliophyta.
És d'origen xinès, país on tradicionalment se l'ha plantat al voltant dels temples. Al Japó rep el nom Tou chiku i és la planta ornamental més popular  Arxivat 2007-09-12 a Wayback Machine..
De creixement molt vertical, pot assolir alçades de 8 metres. Suporta temperatures de fins a -12 °C.